# Mozirje
Mozirje je naselje v Zgornji Savinjski dolini, z okoli 2.100 prebivalci, sedež istoimenske občine, upravne enote in župnije. 

## Opis
Središčno in največje naselje Zgornje Savinjske doline se nahaja ob zahodnem robu Mozirske kotlinice, ob vznožju planote Golt, na levem bregu reke Savinje, ob njenem sotočju s potokoma Mozirnica in Trnava. Le manjši del naselja je na desnem bregu Savinje, ob Loškem mostu, kjer je urejen tudi park Mozirski gaj.
K Mozirja spadata še zaselka Rožnik in Brdce s tamkajšnjim dvorcem Brdce (nem. Wurzenegg).

## Zgodovina
Najstarejši potrjen zgodovinski vir o omemembi naselja je listina iz leta 1146, ki je darilno pismo oglejskega patriarha Pelegrina, izdana v Tolminu, v kateri se navaja  »Mosir«, medtem ko se pojavlja zapis toponima  »Prossberch« (Prassberg) leta 1231. V izročilni listini Viljema Vovbrškega z dne 18. decembra 1241, se navaja »Moziri« kot podatek “in provinca Moziri sive extra provenciam” – na območju Mozirja ali izven njega.
Župnijska cerkev sv. Jurija je bila zgrajena leta 1241. Naselje je že pred letom 1318 pridobilo trške pravice, tega leta pa je bilo v pisnih virih prvič omenjeno kot trg. V 16. stoletju je bilo zaradi turških vpadov naselje obdano z obzidjem. Prebivalci Mozirja in okolice bili že v 19. stoletju narodnozavedni Slovenci in so ustanovili številna slovenska društva ter organizacije. Leta 1845 je npr. tedanji mozirski  župan Janez Lipold  na magistratu z odlokom ukazal poslovanje v slovenščini, kar je bilo na področju Štajerske v tistem času redkost.

## Znamenitosti
V 80. letih 20. stoletja so krajani uredili park Mozirski gaj. 
Mozirje je izhodišče za številne izlete, najbolj znano je smučarsko središče Golte, do katerega je iz Žekovca (Radegunda) speljana  žičnica, ki je z dolžino 3.265 metrov najdaljša gondolska žičnica v Sloveniji.

## Ljudje povezani s krajem
- Alya, slovenska pevka
- Janez Goličnik
- Maja Mihalinec Zidar
- Tone Čokan (1916-1942), pesnik, prevajalec, partizanski zdravnik